# Ehningsen
Ehningsen ist ein Ortsteil der Gemeinde Welver im Kreis Soest, Nordrhein-Westfalen. Ehningsen liegt rund 4 km südöstlich vom Zentrum Welvers. Der Ortsteil hat 63 Einwohner.
Ehningsen wurde am 1. Juli 1969 mit etlichen anderen Dörfern zur neuen Großgemeinde Welver zusammengeschlossen. Der Ortsteil ist von landwirtschaftlichen Nutzflächen umgeben. Die Kinder gehen in den Kindergarten in Schwefe, Schulen stehen in Borgeln, in Welver selbst und in Soest zur Verfügung.

## Wirtschaft
In Ehningsen sind noch einige landwirtschaftliche Vollerwerbs- und Nebenerwerbsbetriebe vorhanden. Ein Wanderschäfer ist in Ehningsen angesiedelt. Auf dem Gebiet des Ortsteiles befinden sich mehrere Windkraftanlagen.

## Vereine
Ehningsen bildet mit den Ortsteilen Merklingsen und Eineckerholsen gemeinsam den Schützenverein Ehningsen-Merklingsen-Eineckerholsen. Die Freiwillige Feuerwehr hat eine Löschgruppe in Ehningsen. Sie besteht aus 14 aktiven Feuerwehrleuten (Stand 2012) und einen Feuerwehrverein mit 22 Mitgliedern. Der Feuerwehrverein richtet regelmäßig Veranstaltungen für die Dorfgemeinschaft aus. Weiterhin gibt es einen Winzerverein und einen Freundeskreis alter landwirtschaftlicher Schlepper.